# Modern femkamp vid olympiska sommarspelen 1956
Resultat från tävlingarna i modern femkamp vid olympiska spelen 1956. 

## Medaljörer
| Spel                     | Guld                                                       | Silver                                        | Brons                                               |
| Individuellt Detaljer... | Lars Hall Sverige                                          | Olavi Mannonen Finland                        | Wäinö Korhonen Finland                              |
| Lag Detaljer...          | Sovjetunionen Igor Novikov Aleksandr Tarasov Ivan Deryugin | USA George Lambert William Andre Jack Daniels | Finland Olavi Mannonen Wäinö Korhonen Berndt Katter |

## Medaljtabell
| Pl. | Nation        | Guld | Silver | Brons | Totalt |
| --- | ------------- | ---- | ------ | ----- | ------ |
| 1   | Sovjetunionen | 1    | 0      | 0     | 1      |
| 1   | Sverige       | 1    | 0      | 0     | 1      |
| 3   | Finland       | 0    | 1      | 2     | 3      |
| 4   | USA           | 0    | 1      | 0     | 1      |

## Deltagande nationer
| - Argentina (1) - Australien (3) - Brasilien (3) - Chile (3) - Tjeckoslovakien (1) - Finland (3) - Frankrike (1) - Storbritannien (3) | - Ungern (3) - Italien (1) - Mexiko (3) - Rumänien (3) - Sydafrika (3) - Sovjetunionen (3) - Sverige (3) - USA (3) |